# Сосенки (Ростовская область)
Со́сенки — посёлок в Цимлянском районе Ростовской области.
Входит в состав Лозновского сельского поселения.

## География
Посёлок расположен на правом берегу реки Кумшак (приток Дона).

## Население
| 2010 |
| ---- |
| 447  |

## Улицы
В посёлке 4 улицы:
- Новая,
- Степная,
- Центральная,
- Юбилейная.